# Lake View (South Carolina)
Lake View is een plaats (town) in de Amerikaanse staat South Carolina, en valt bestuurlijk gezien onder Dillon County.

## Demografie
Bij de volkstelling in 2000 werd het aantal inwoners vastgesteld op 789.
In 2006 is het aantal inwoners door het United States Census Bureau geschat op eveneens 789.

## Geografie
Volgens het United States Census Bureau beslaat de plaats een oppervlakte van
4,4 km², geheel bestaande uit land. Lake View ligt op ongeveer 32 m boven zeeniveau.

## Plaatsen in de nabije omgeving
De onderstaande figuur toont nabijgelegen plaatsen in een straal van 20 km rond Lake View.